# Davis Cup 1900
Davis Cup 1900 beschrijft de eerste editie van het toernooi om de Davis Cup, het meest prestigieuze tennistoernooi voor landen dat sinds 1900 elk jaar wordt gehouden.
Het was de allereerste keer dat er om de Davis Cup werd gespeeld; het resultaat van de wens van een groep tennissers uit de Verenigde Staten, waaronder Dwight Davis, om de Britse Eilanden (het Verenigd Koninkrijk met Ierland), de bakermat van het tennis, uit te dagen. Verrassend genoeg wonnen de Amerikanen de wedstrijd die in eigen land werd gehouden.
De Verenigde Staten won voor de eerste keer de Davis Cup (destijds nog de International Lawn Tennis Challenge genoemd) door de Britse Eilanden met 3-0 te verslaan.

## Finale
Verenigde Staten -  Britse Eilanden 3-0 (Longwood Cricket Club, Boston, Verenigde Staten, 8-10 augustus)
Algemeen · Opzet · Finales · Winnaars 
 België ·  Nederland ·  Aruba ·  Nederlandse Antillen 

1900 · 1901 · 1902 · 1903 · 1904 · 1905 · 1906 · 1907 · 1908 · 1909 · 1910 · 1911 · 1912 · 1913 · 1914 · 1915 · 1916 · 1917 · 1918 · 1919 · 1920 · 1921 · 1922 · 1923 · 1924 · 1925 · 1926 · 1927 · 1928 · 1929 · 1930 · 1931 · 1932 · 1933 · 1934 · 1935 · 1936 · 1937 · 1938 · 1939 · 1940 · 1941 · 1942 · 1943 · 1944 · 1945 · 1946 · 1947 · 1948 · 1949 · 1950 · 1951 · 1952 · 1953 · 1954 · 1955 · 1956 · 1957 · 1958 · 1959 · 1960 · 1961 · 1962 · 1963 · 1964 · 1965 · 1966 · 1967 · 1968 · 1969 · 1970 · 1971 · 1972 · 1973 · 1974 · 1975 · 1976 · 1977 · 1978 · 1979 · 1980 · 1981 · 1982 · 1983 · 1984 · 1985 · 1986 · 1987 · 1988 · 1989 · 1990 · 1991 · 1992 · 1993 · 1994 · 1995 · 1996 · 1997 · 1998 · 1999 · 2000 · 2001 · 2002 · 2003 · 2004 · 2005 · 2006 · 2007 · 2008 · 2009 · 2010 · 2011 · 2012 · 2013 · 2014 · 2015 · 2016 · 2017 · 2018 · 2019 · 2020-2021 · 2022 · 2023 · 2024 · 2025